# ليا بوكانان
ليا بوكانان (من مواليد 17 أغسطس 1996) هي عداءة كندية من ميسيسوجا ، أونتاريو .   شاركت في سباق 100 متر نساء في بطولة العالم 2017 في ألعاب القوى . 

## روابط خارجية
- ليا بوكانان على موقع الاتحاد الدولي لألعاب القوى (الإنجليزية)
- ليا بوكانان على موقع الاتحاد الكندي لألعاب القوى (الإنجليزية)
- ليا بوكانان على موقع اللجنة الأولمبية الكندية (الإنجليزية)